# Вудрафф (округ)
Ву́драфф (англ. Woodruff County) — округ, расположенный в штате Арканзас, США, с населением в 8741 человек по статистическим данным переписи 2000 года. Столица округа находится в городе Огаста.
Округ Вудрафф был образован 26 ноября 1862 года, став 54-м по счёту округом Арканзаса и получив своё название в честь основателя первой газеты новостей Арканзаса Уильяма И. Вудраффа.

## География
По данным Бюро переписи населения США округ Вудрафф имеет общую площадь в 1538 квадратных километров, из которых 1520 кв. километров занимает земля и 18 кв. километров — вода. Площадь водных ресурсов округа составляет 1,26 % от всей его площади.

### Соседние округа
- Джэксон — север
- Кросс — северо-восток
- Сент-Франсис — юго-восток
- Монро — юг
- Прери — юго-запад
- Уайт — запад

## Демография
По данным переписи населения 2000 года в округе Вудрафф проживало 8741 человек, 2 439 семей, насчитывалось 3 531 домашних хозяйств и 4 089 жилых домов. Средняя плотность населения составляла 3 человека на один квадратный километр. Расовый состав округа по данным переписи распределился следующим образом: 67,86 % белых, 30,75 % чёрных или афроамериканцев, 0,23 % коренных американцев, 0,07 % азиатов, 0,10 % выходцев с тихоокеанских островов, 0,81 % смешанных рас, 0,17 % — других народностей. Испано- и латиноамериканцы составили 0,79 % от всех жителей округа.
Из 3 531 домашних хозяйств в 30,90 % — воспитывали детей в возрасте до 18 лет, 48,60 % представляли собой совместно проживающие супружеские пары, в 16,70 % семей женщины проживали без мужей, 30,90 % не имели семей. 28,20 % от общего числа семей на момент переписи жили самостоятельно, при этом 14,20 % составили одинокие пожилые люди в возрасте 65 лет и старше. Средний размер домашнего хозяйства составил 2,44 человек, а средний размер семьи — 2,97 человек.
Население округа по возрастному диапазону по данным переписи 2000 года распределилось следующим образом: 26,00 % — жители младше 18 лет, 8,40 % — между 18 и 24 годами, 24,50 % — от 25 до 44 лет, 24,40 % — от 45 до 64 лет и 16,70 % — в возрасте 65 лет и старше. Средний возраст жителей округа составил 38 лет. На каждые 100 женщин в округе приходилось 89,20 мужчин, при этом на каждых сто женщин 18 лет и старше приходилось 84,90 мужчин также старше 18 лет.
Средний доход на одно домашнее хозяйство в округе составил 22 099 долларов США, а средний доход на одну семью в округе — 27 824 долларов. При этом мужчины имели средний доход в 24 051 долларов США в год против 17 995 долларов США среднегодового дохода у женщин. Доход на душу населения в округе составил 13 269 долларов США в год. 21,70 % от всего числа семей в округе и 27,00 % от всей численности населения находилось на момент переписи населения за чертой бедности, при этом 38,10 % из них были моложе 18 лет и 27,00 % — в возрасте 65 лет и старше.

## Главные автодороги
- US 49
- US 64
- AR 17
- AR 33
- AR 37
- AR 38

## Населённые пункты
- Огаста
- Коттон-Плант
- Хантер
- Мак-Крори
- Паттерсон